# Yngvar Numme
Yngvar Numme, född 1 oktober 1944 i Porsgrunn i Telemark fylke, död 25 november 2023, var en norsk regissör, underhållare, sångare och textförfattare.
Numme var under 42 år förgrundsfigur i den norska showgruppen Dizzie Tunes tillsammans med Tor Erik Gunstrøm. Efter åren i Dizzie Tunes uppträdde Numme som sångare och konferencier i olika sammanhang. Han var far till TV-programledaren Thomas Numme.
Numme gjorde även rösten till Pumbaa i den norska versionen av Lejonkungen. 